# Lema de Cotlar
En el campo del análisis funcional, el lema de ortogonalidad de Cotlar puede ser usado para obtener información de la norma de un operador que actúa desde un Espacio de Hilbert en otro, cuando el operador puede ser descompuesto en piezas ortogonales.

## Lema de Cotlar–Stein
Sean {\displaystyle E,\,F} dos espacios de Hilbert y sea
{\displaystyle T:\;E\to F}
un operador lineal. Se asume que 
{\displaystyle T=\sum _{j\in \mathbb {Z} }T_{j},}
donde cada 
{\displaystyle T_{j}:\;E\to F,\ j\in \mathbb {Z} }
es un operador lineal continuo. 
Significa 
{\displaystyle a_{jk}=\Vert T_{j}T_{k}^{\ast }\Vert _{F\to F}}, {\displaystyle b_{jk}=\Vert T_{j}^{\ast }T_{k}\Vert _{E\to E}.}
Si 
{\displaystyle A=\max _{j}\sum _{k}{\sqrt {a_{jk}}}<\infty }
y 
{\displaystyle B=\max _{j}\sum _{k}{\sqrt {b_{jk}}}<\infty ,}
entonces 
{\displaystyle \Vert T\Vert _{E\to F}\leq {\sqrt {AB}}.}
- Datos: Q5175397